# StLB VT 31–35
Die Triebfahrzeuge VT 31–35 der Steiermärkischen Landesbahnen (seit 2018 Steiermarkbahn und Bus) sind schmalspurige Dieseltriebwagen mit einer Spurweite von 760 mm, die für die Murtalbahn entworfen wurden und auf dieser zum Einsatz kommen. Basierend auf dieser Fahrzeugtype wurden auch die Triebwagen der Reihe 5090 der ÖBB und eine Serie von Triebwagen VT der Zillertalbahn entwickelt.

## VT der StLB bzw. StB

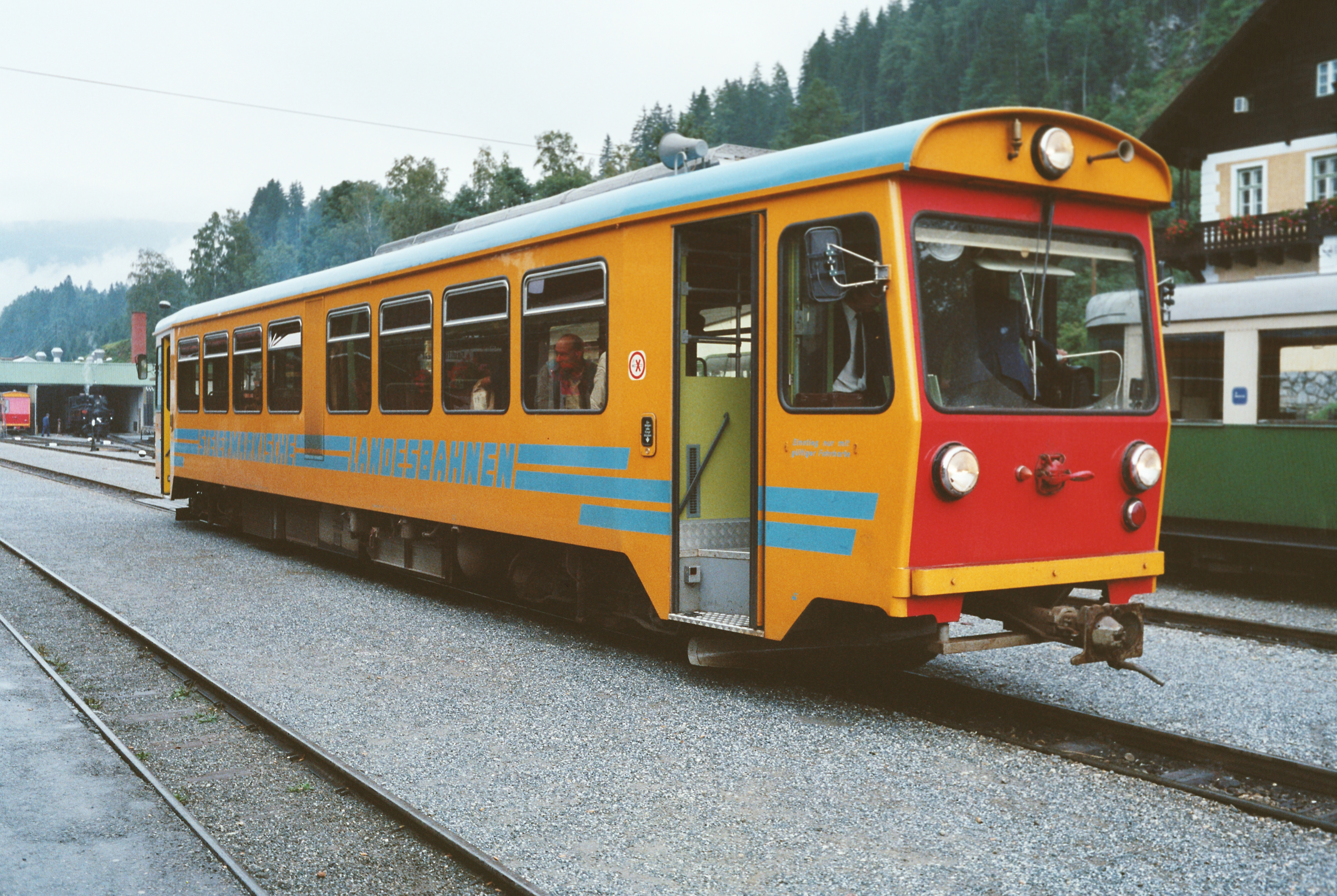
Triebwagen in ursprünglicher Farbgebung im Bahnhof Murau (1984)

Ungefähr ab 1968 wurden im Zuge der Modernisierung der Murtalbahn neue Diesellokomotiven beschafft, die die Dampflokomotiven, im Wesentlichen Loks der Reihe U, in die Reserve und zu den etwa zur gleichen Zeit eingeführten Touristikzügen abdrängten. Da jedoch nur drei der leistungsstarken Lokomotiven aus der Serie VL 11–16 vorhanden waren, wurden die meisten Leistungen als Personenzüge mit Güterbeförderung erbracht. Diese Betriebsform war mit dem Nachteil längerer Fahrzeiten durch die Rangierarbeiten in den Unterwegsbahnhöfen verbunden. Eine Trennung von Personen- und Güterverkehr war wegen der geringen Zahl an Lokomotiven nicht machbar. Als gegen Ende der 1970er Jahre bereits der Ersatz der Personenbeförderung durch Autobusse diskutiert wurde, entschloss sich die Betriebsführung der Landesbahnen doch noch zu einer alternativen Lösung auf der Schiene, die zur Entwicklung eines Triebwagens mit dieselelektrischer Kraftübertragung führte. Den Auftrag zur Fertigung erhielt die Wiener Firma Knotz, welche zu diesem Zeitpunkt für die Produktion individueller Konstruktionen im Schienenfahrzeugbau auch in geringer Stückzahl bekannt war.

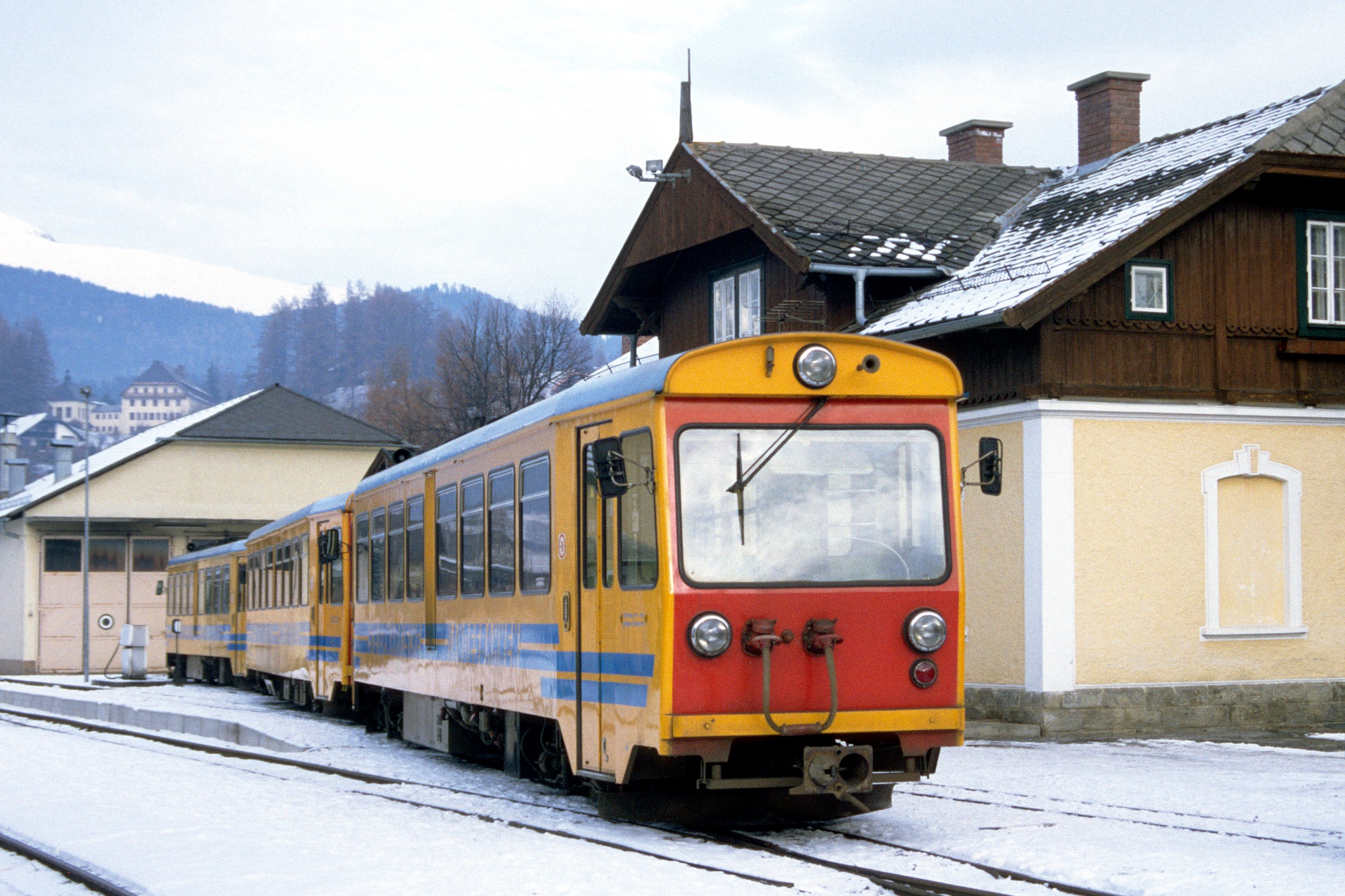
Dreiteilige Garnitur in Tamsweg (1993)

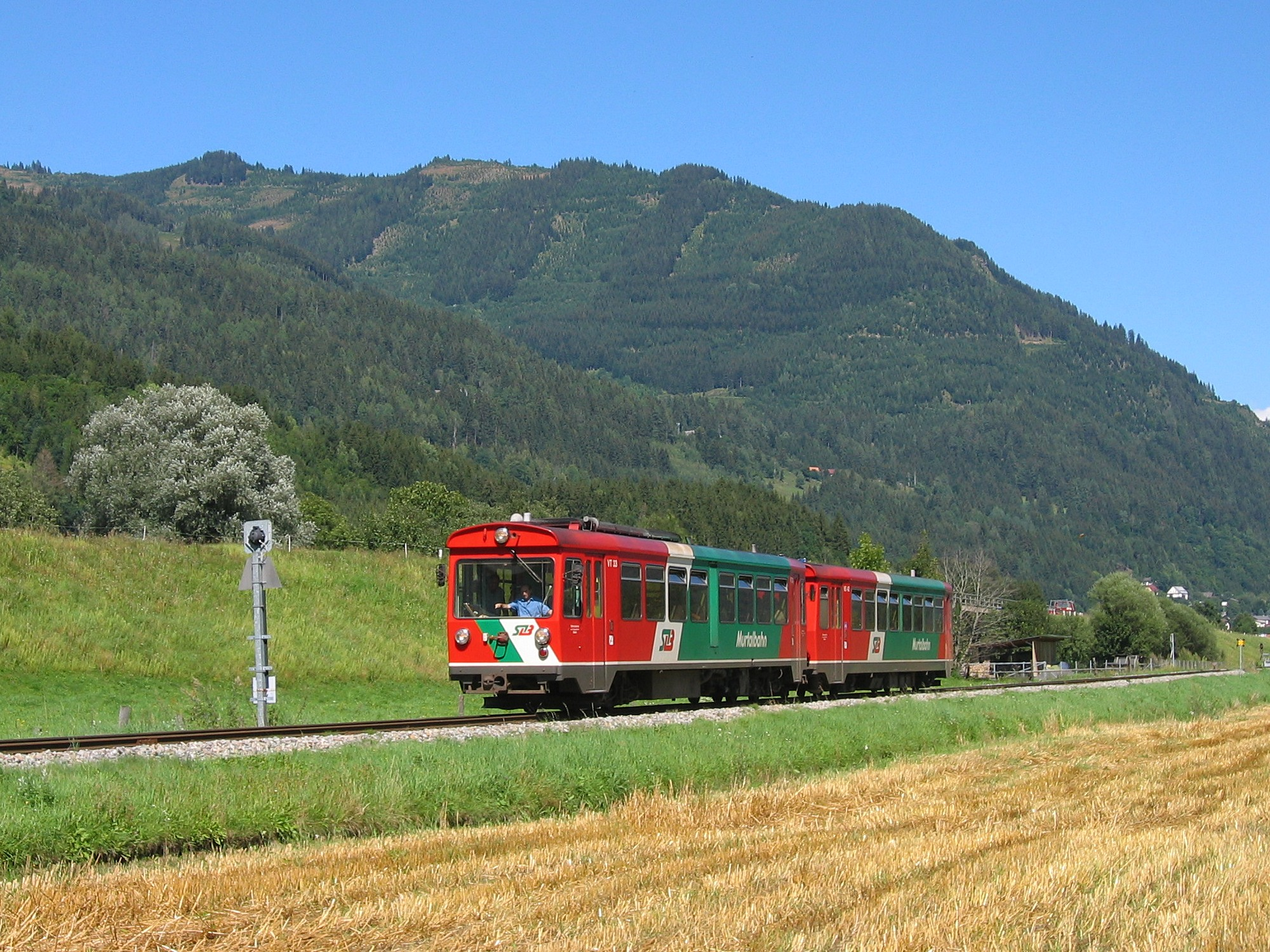
Zug bestehend aus Trieb- und Steuerwagen

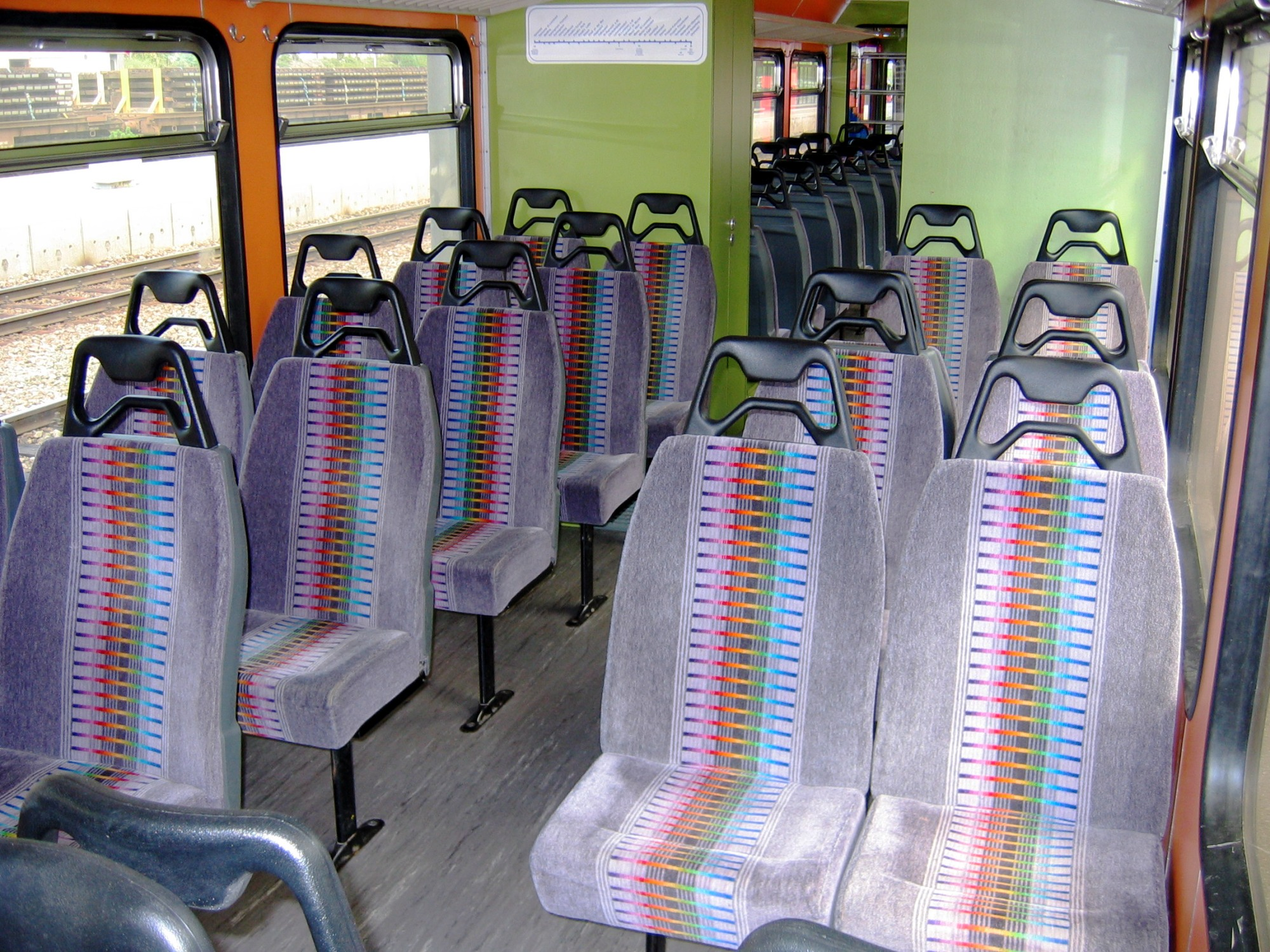
Fahrgastraum nach Ausstattung mit Polstersitzen

Im November 1980 wurde der erste Triebwagen VT 31 vom Herstellerwerk in Wien auf die Murtalbahn überstellt. Nach Testfahrten und Personalschulung kam der Triebwagen im Februar 1981 erstmals im Publikumsverkehr zum Einsatz. Weitere drei Triebwagen wurden bis zum Sommer angeliefert und ab dem Fahrplanwechsel planmäßig eingesetzt. Wiewohl die Triebwagen grundsätzlich für den Einmannbetrieb, bei dem der Triebfahrzeugführer auch für den Fahrscheinverkauf zuständig ist, konzipiert waren, beschafften die StLB vier dazu passende Steuerwagen (VS 41–44) sowie einen Postwagen (DF 93). Diese Fahrzeuge wurden im Laufe des Jahres 1982 ausgeliefert.
Entsprechend ihrem Einsatzgebiet als Nahverkehrszüge und auch aus Gewichtsgründen waren die Fahrzeuge recht spartanisch eingerichtet, was sich beispielsweise im Entfall des WCs bemerkbar macht. Lediglich in den Steuerwagen ist ein solches an Stelle des zweiten Führerstandes vorhanden. Weiters wurden straßenbahnähnliche Drehfalttüren, nicht zu öffnende Fenster mit Lüftungsklappen sowie Pressholzsitze eingebaut. Neben den Einstiegen befinden sich kleine Stauräume für Gepäck, zusätzlich sind von den 64 Sitzplätzen an einem Wagenende jeweils zwei aufklappbar. Die Fahrzeuge besitzen automatische Scharfenbergkupplungen, welche auch die Luftleitungen des Bremssystems mitkuppeln, während die elektrischen Verbindungen über separates, händisch zu verbindende Kabelverbindungen hergestellt werden müssen. Ein weiterer Unterschied zu den übrigen Schmalspurfahrzeugen, die in Österreich mit Saugluft gebremst werden, ist die Druckluftbremse (zusätzlich ist auch noch eine elektrische Widerstandsbremse vorhanden). Eine Kombination mit diesen ist daher nicht möglich, lediglich der Postwagen wurde mit Übergangskupplungen und beiden Bremssystemen ausgerüstet.
Alle Fahrzeuge waren ursprünglich mit einem gelben Anstrich mit orangeroten Fronten und blauem Dach versehen, 1995 erhielten sie eine neue Farbgebung in rot, weiß und grün mit schräg verlaufenden Farbstreifen. Im Zuge von Revisionen erhielten sie in den 1990ern auch als Ersatz für die inzwischen verschlissenen Originalmotoren jene Type eingebaut, die bei der Reihe 5090 der ÖBB zum Einsatz kam. Auch wurden die Fahrzeuge mit bequemeren Polstersitzen ausgestattet.
Die Fahrzeuge werden heute im Regelfall in der Kombination Triebwagen und Steuerwagen als Zweiwagenzüge eingesetzt, der im Jahre 1999 bei den Jenbacher Werken nachbeschaffte VT 35 wurde wegen zahlreicher Abweichungen gegenüber der ersten Serie zunächst nur als Verstärkerwagen in den Schülerzügen eingesetzt. Erst seit umfangreichen Anpassungen an den älteren Fahrzeugen kann er freizügig eingesetzt werden. Der Postwagen wurde nach Einstellung der Bahnpostbeförderung auf der Murtalbahn im Jahr 1998 abgestellt.
Am 10. Dezember 2002 stießen auf der Murtalbahn ein Güter- und ein Personenzug frontal zusammen. Die beteiligten Triebfahrzeuge waren die Diesellok VL 12 und der Triebwagen VT 34 mit vorauslaufenden Steuerwagen VS 41. Der Triebwagen wurde nur geringfügig beschädigt, bei der rasch durchgeführten Reparatur wurde das schadhafte Triebwagenende analog dem Neubautriebwagen VT 35 gestaltet. Bei dem schwer beschädigten Steuerwagen VS 41 hingegen wurden zunächst nur die Wagenenden stahlbautechnisch fertiggestellt, Lackierung und Endfertigung wurden aus finanziellen Gründen und mangels Ersatzteilen nicht fertiggestellt. Inzwischen wurde der VS 41 an die Waldbahn Moldovița verkauft und dort zu einem Wagen mit offenen Bühnen umgebaut.
Am 14. Jänner 2019 geriet der VT 32 im Bahnhof Murau in Brand und wurde dabei erheblich beschädigt. Die 150 Fahrgäste des Zuges konnten unverletzt gerettet werden.
Am 9. Juli 2021 entgleiste der führende Triebwagen VT 31 des morgendlichen Schülerzuges wegen einer unwetterbedingten Streckenverlegung und stürzte über eine vier Meter hohe Böschung in die Mur. Von den 53 Fahrgästen im Wagen wurden 17 Schülerinnen und Schüler leicht verletzt. Der Triebwagen wurde am 6. August 2021 mit einem Bergekran vom gegenüberliegenden Ufer der Mur aus geborgen und befindet sich aktuell (2023) in Reparatur.

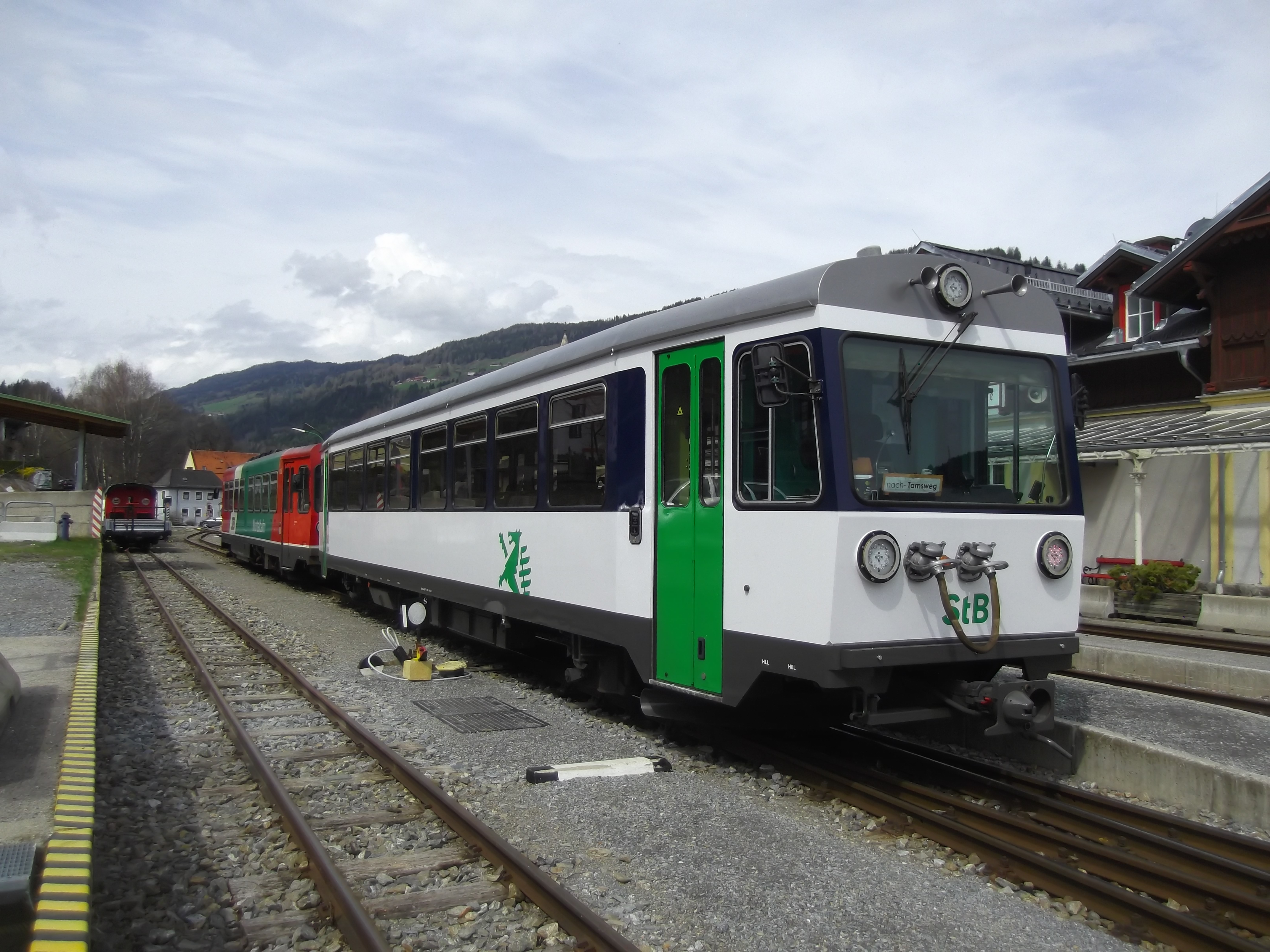
Steuerwagen in der 2023 neu eingeführten Farbgebung

Seit Frühjahr 2023 werden die Trieb- und Steuerwagen in das aktuelle Farbschema der Steiermarkbahn (verkehrsweiß mit stahlblauem Fensterband und verkehrsgrünen Türen) umlackiert. Ab Herbst 2023 sollen sie technisch modernisiert werden, um die Lebensdauer bis ca. 2030 zu verlängern. Dabei ist es auch geplant, den Innenraum ein weiteres Mal zu erneuern.

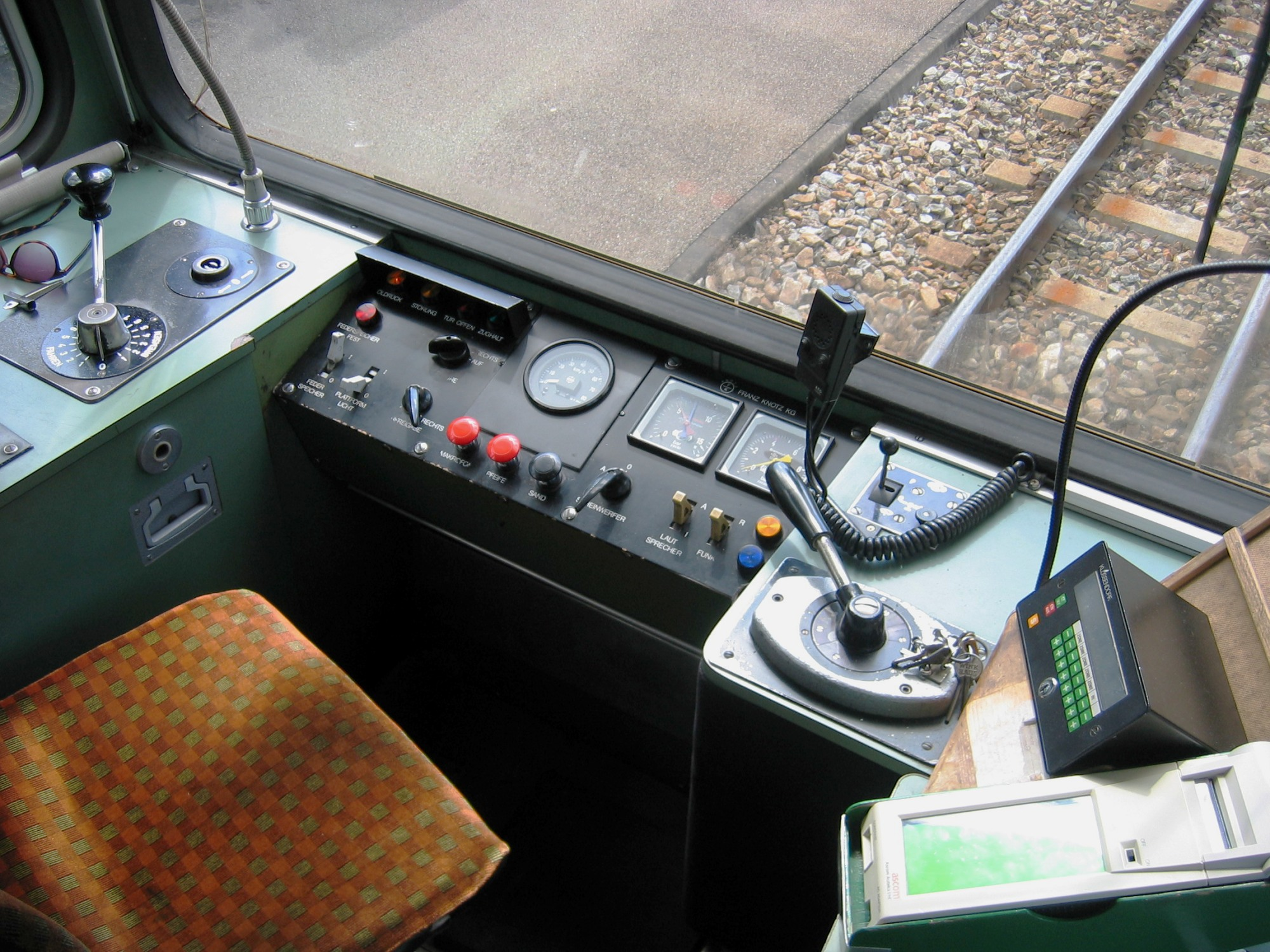
Führerstand
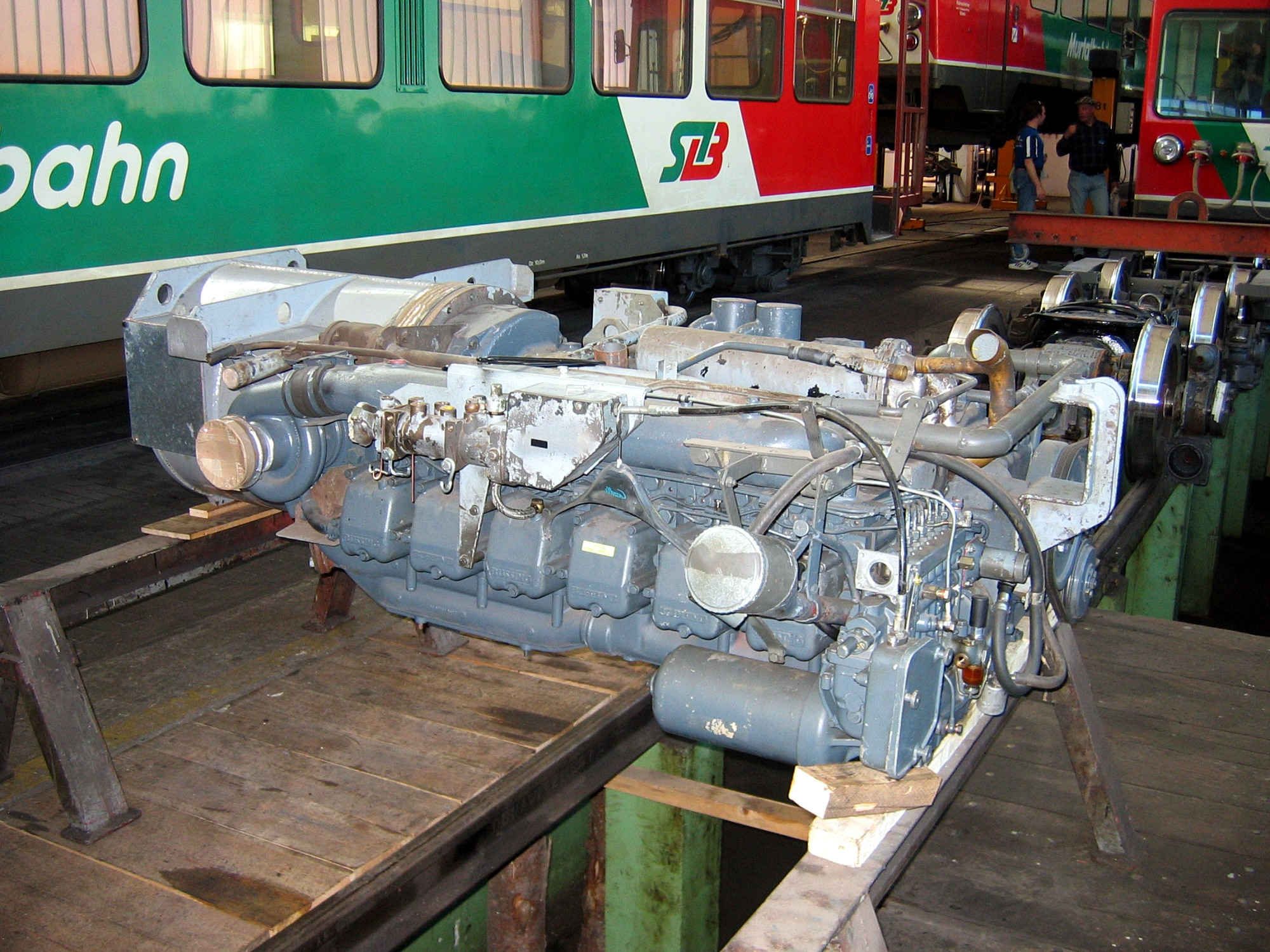
Dieselmotor mit angeflanschtem Generator (links)
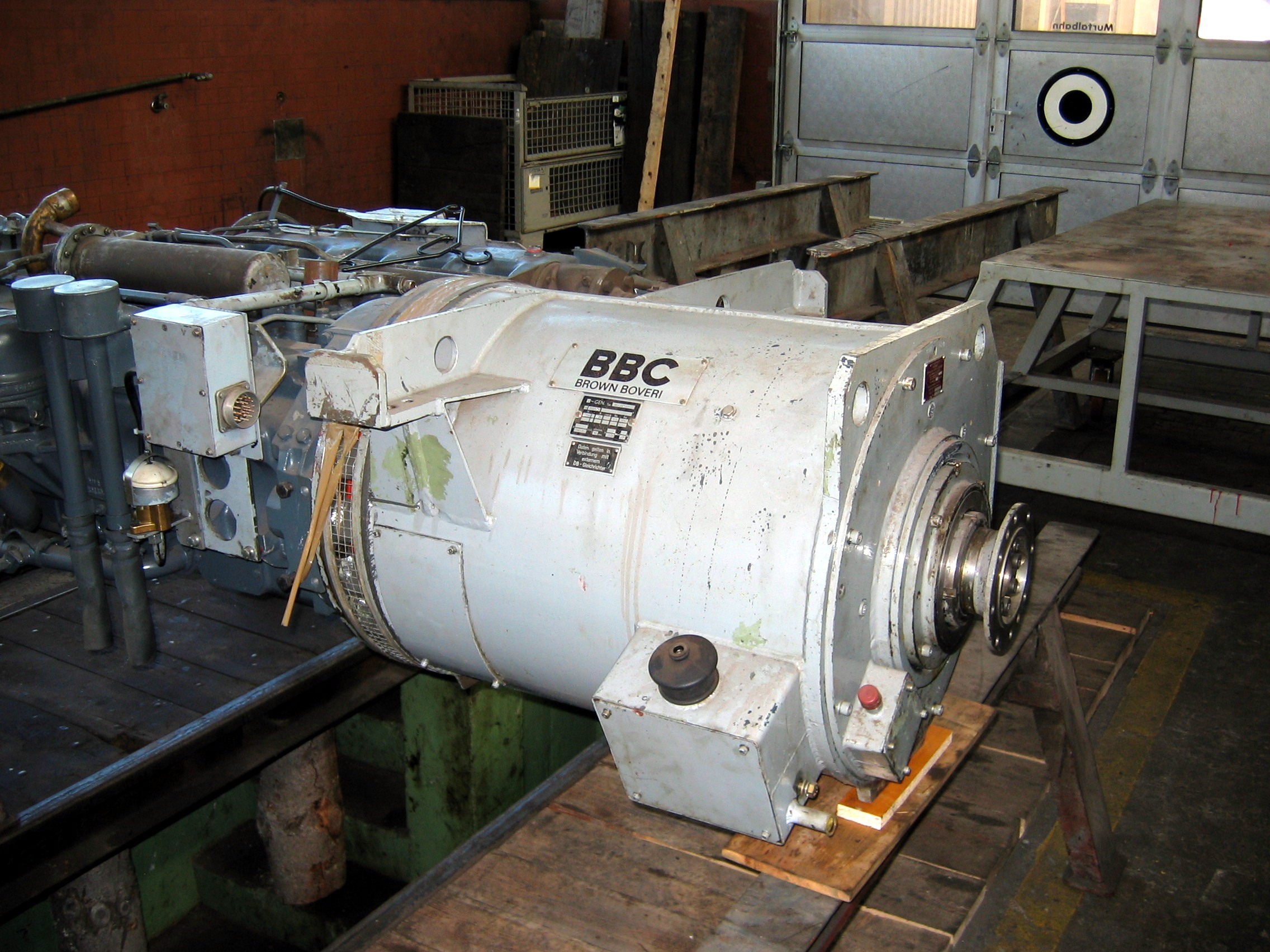
Drehstrom-Synchrongenerator
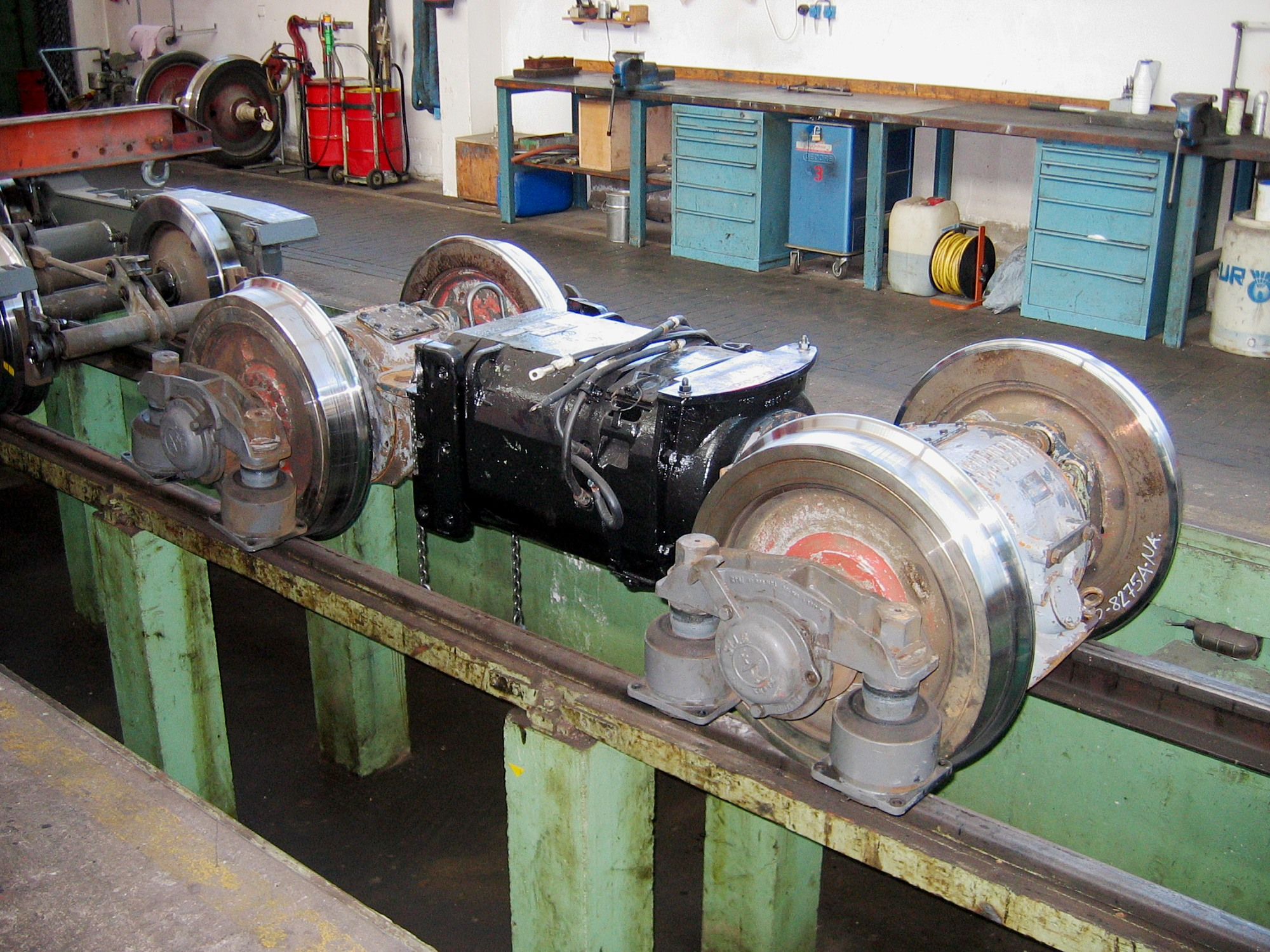
Tandemantrieb mit Radsätzen und Fahrmotor (Mitte)

## Triebwagen der Zillertalbahn

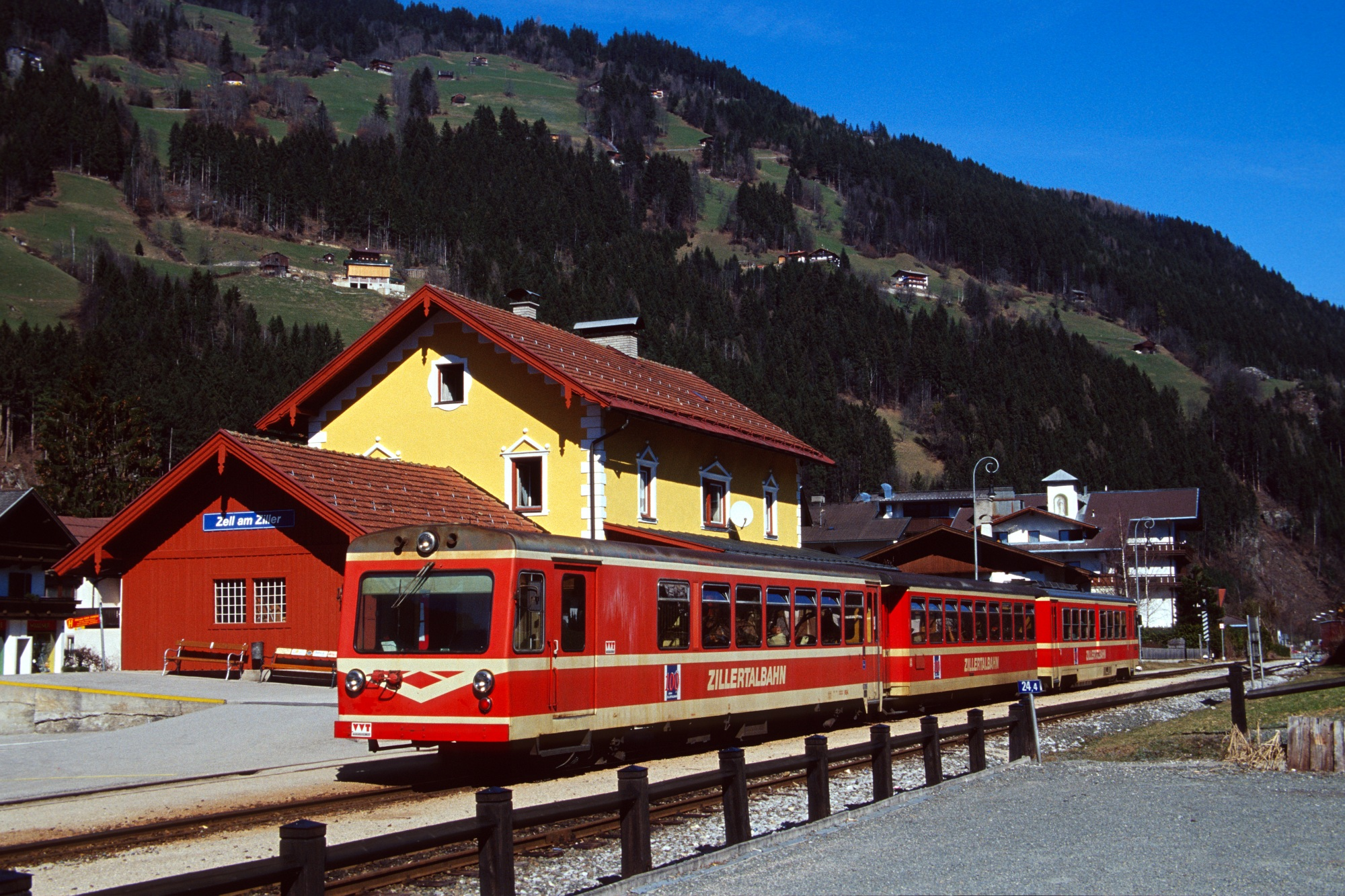
Zug bestehend aus Steuerwagen, Zwischen- und Triebwagen in Zell am Ziller

Im Sommer 1984 wurden auf der Zillertalbahn zwei technisch nahezu gleiche Triebwagen vom selben Hersteller angeliefert, die die Nummern VT 3 und 4 erhielten. Sie verfügen jedoch nur über einen Führerstand und wurden daher zunächst grundsätzlich mit den gleichzeitig beschafften Steuerwagen und auch mit einem oder zwei Zwischenwagen eingesetzt. Für die geplante Anhebung der Streckenhöchstgeschwindigkeit am Anfang der 1990er Jahre hatten die Triebzüge in dieser Zusammenstellung aber nicht das notwendige Beschleunigungsvermögen.
Ein Steuerwagen (VS4) und ein Zwischenwagen (BD4 42) sind am 1. August 2018 an die Pinzgauer Lokalbahn verkauft worden.
Daher beschafften die Zillertaler Verkehrsbetriebe 1992 zunächst zwei weitere Triebwagen VT 5 und 6, die sich von der Erstlieferung durch Schallschutzverkleidungen sowie Übersetzfenster unterschieden und die Steuerwagen insbesondere in vierteiligen Zügen ersetzten. Diese Fahrzeuge wurden von Jenbacher Transportsysteme gebaut. Mit einem der beiden Steuerwagen und einigen Zwischenwagen wurde ein Wendezug gebildet, der mit einer entsprechend ausgestatteten Diesellokomotive bespannt wird und die Triebzüge ergänzt.
Schließlich wurden 1998 noch zwei weitere Triebwagen VT 7 und 8 geliefert, die so wie die VT 5 und 6 von Jenbacher stammen. Heute werden die Triebwagen vorzugsweise mit einem Zwischenwagen als Dreiwagenzüge eingesetzt, in der Regel kommt dabei ein Fahrzeug der neuesten Generation mit Niederfluranteil zum Einsatz, um im Zug mindestens einen barrierefreien Einstieg anbieten zu können.

## Triebwagen 5090 der ÖBB

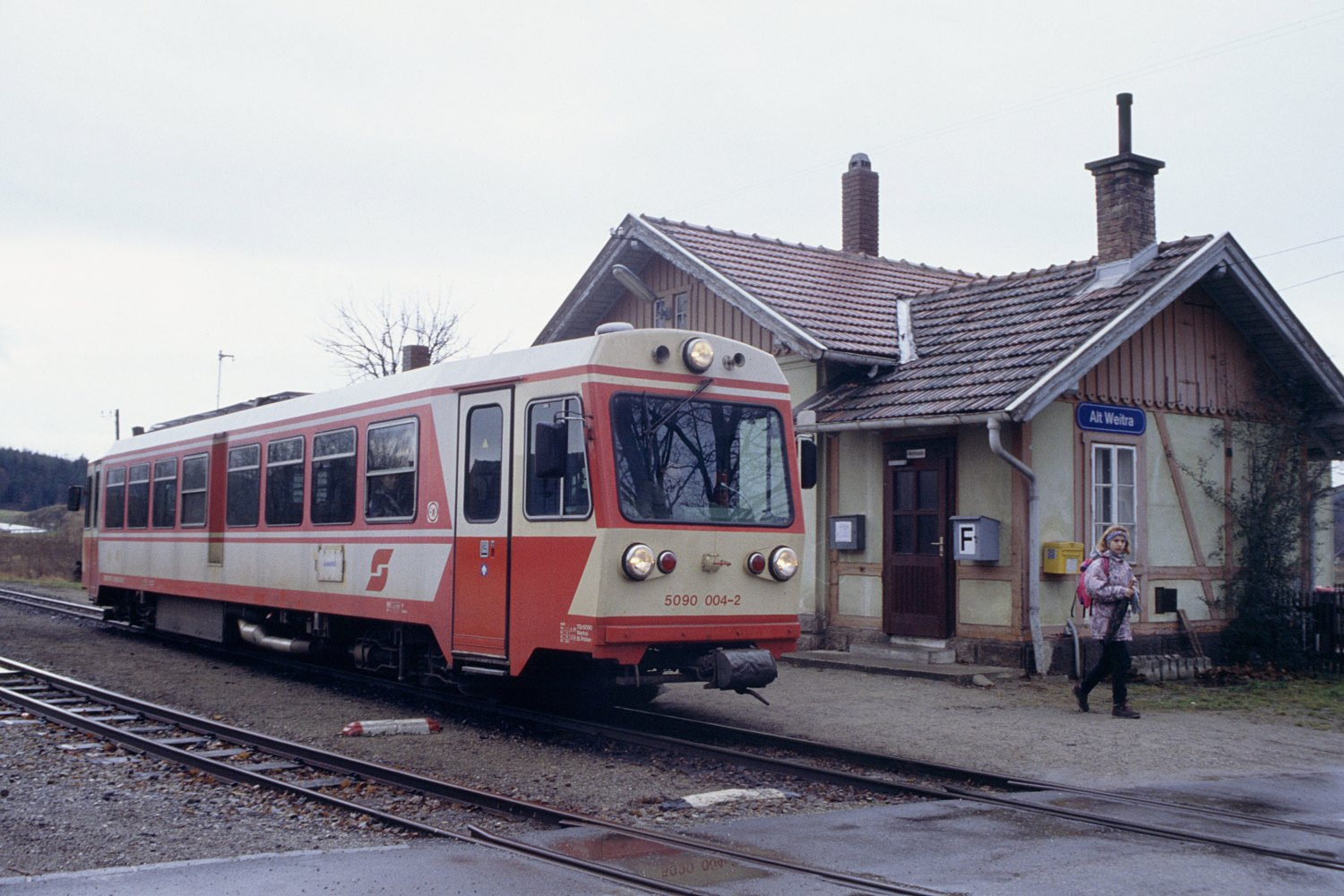
Ein 5090 der ersten Serie in Alt Weitra im Waldviertel

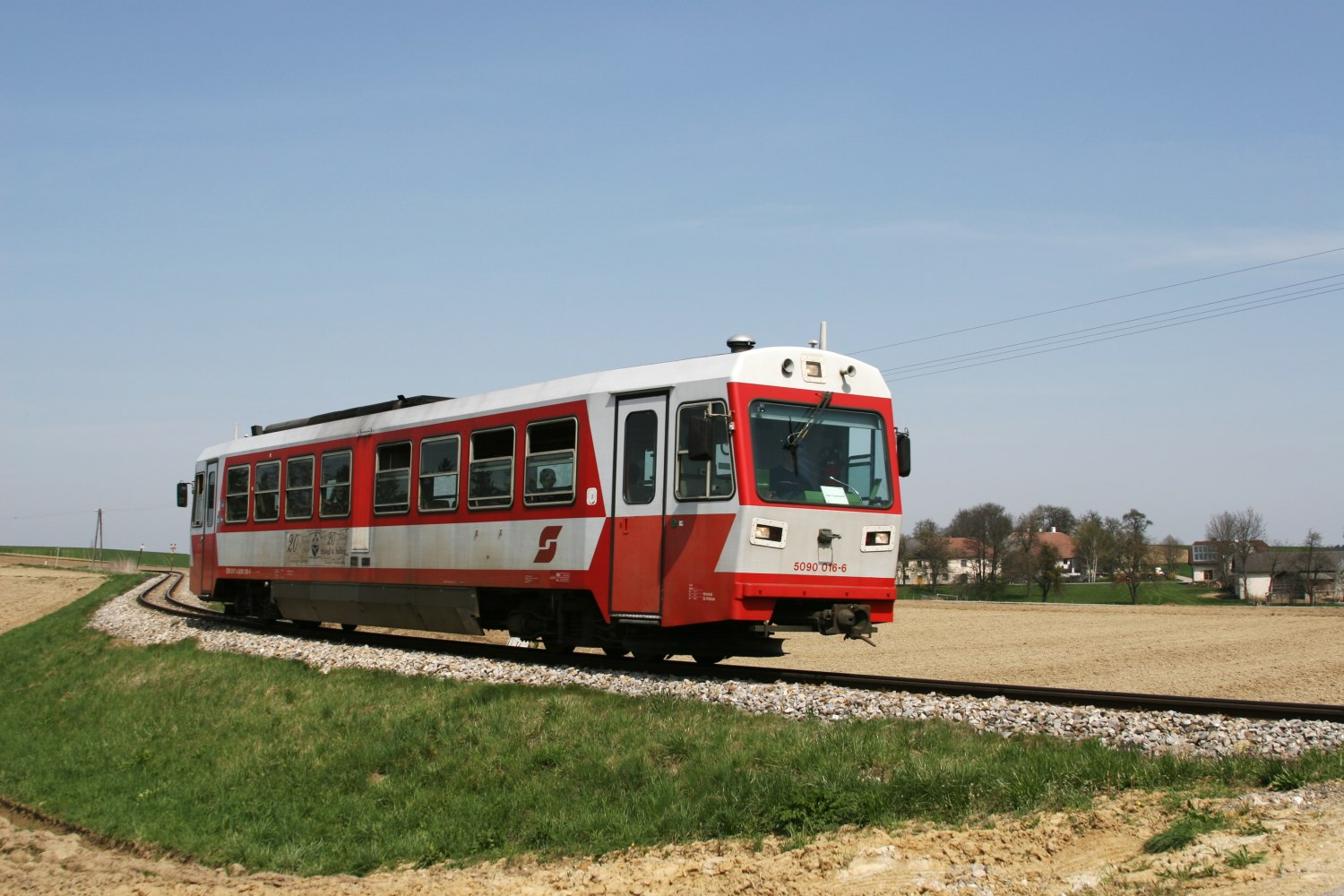
5090 der Letztserie bei Kilb an der Zweiglinie der Mariazellerbahn

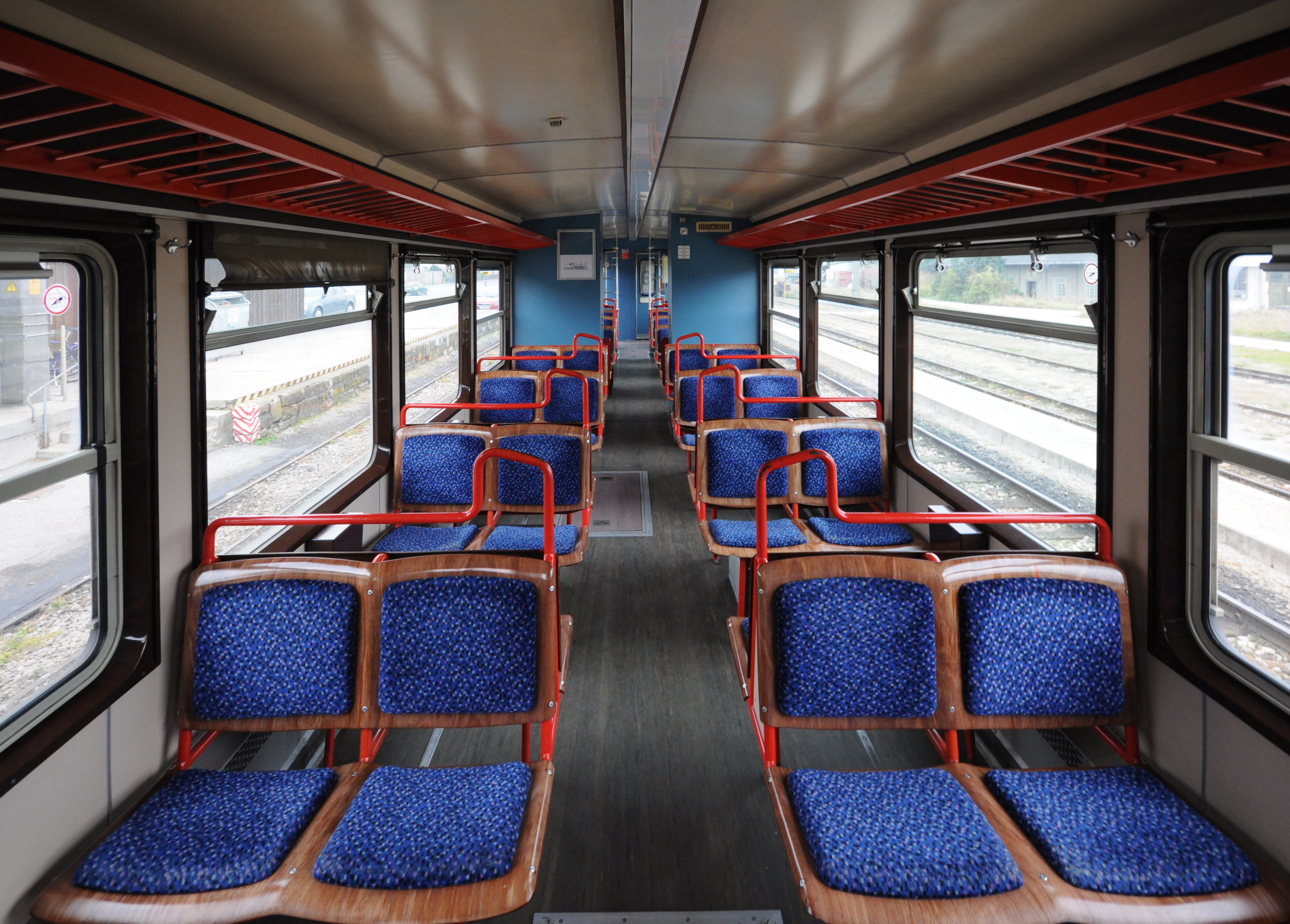
Fahrgastraum mit Durofol-Sitzen eines 5090 der ÖBB

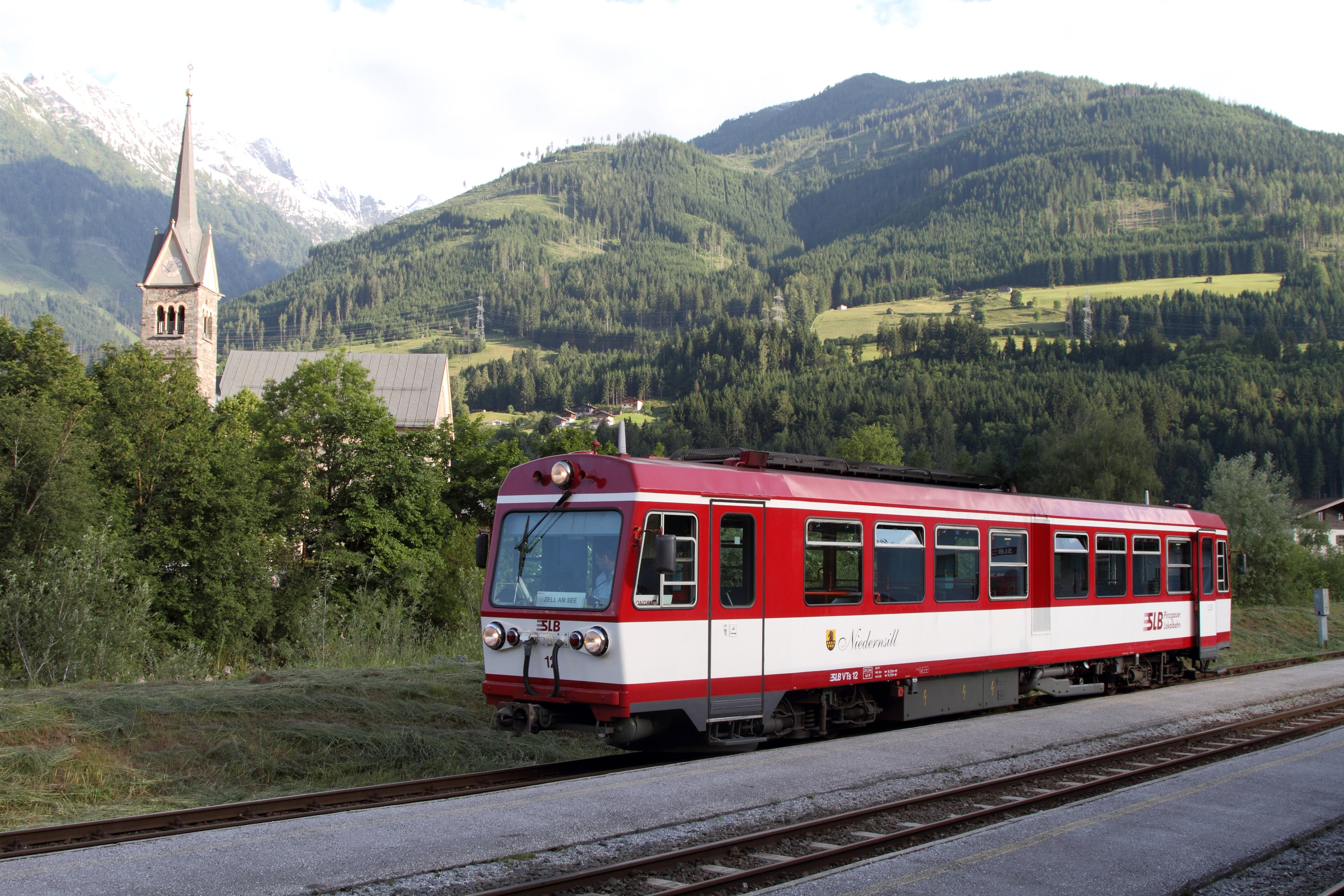
VTs 12 der Salzburg AG, vormals 5090 002 der ÖBB

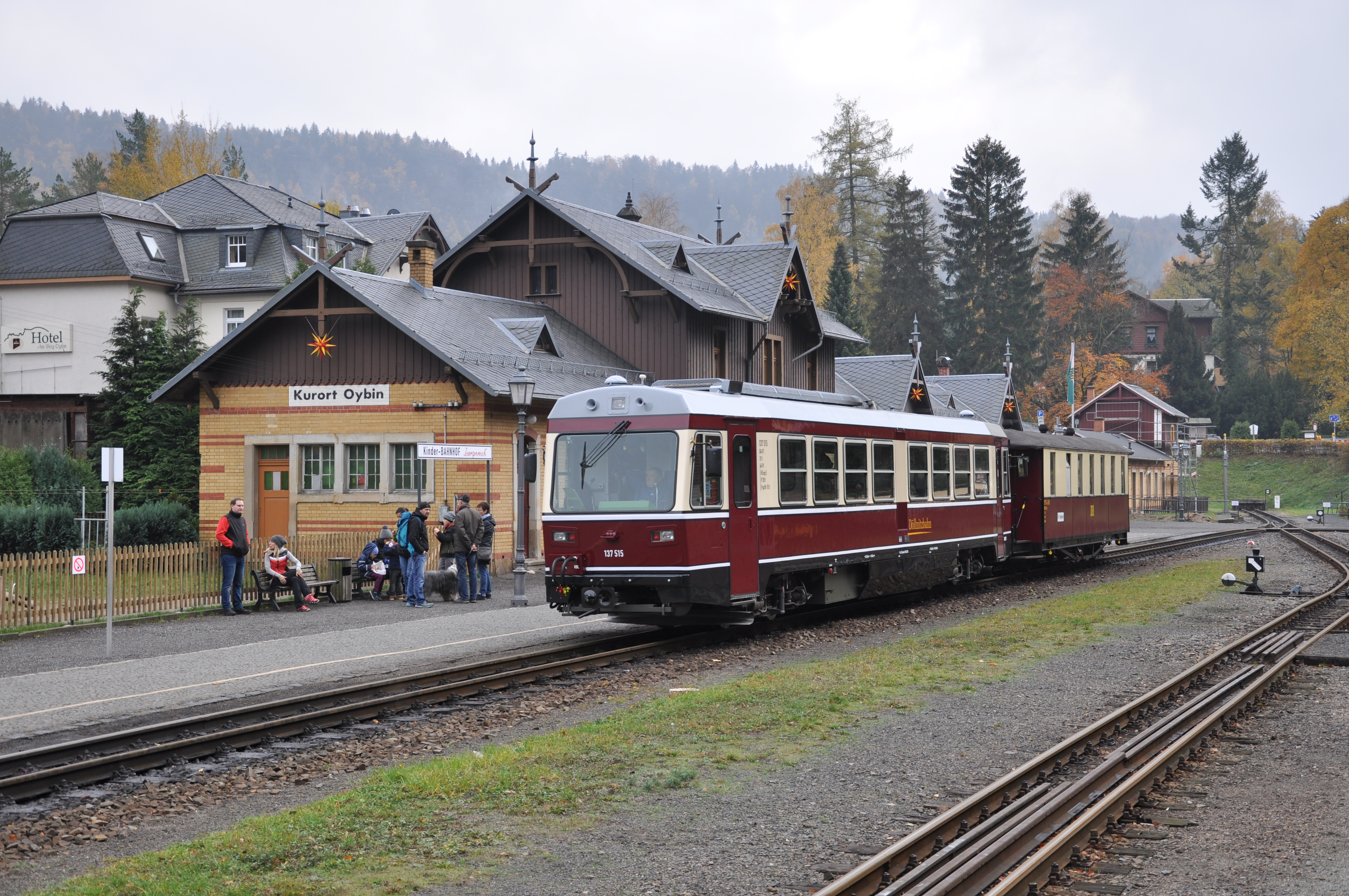
5090 015 als 137 515 der Döllnitzbahn während der öffentlichen Präsentationsfahrten in Kurort Oybin (4. November 2018)

In den frühen 1980er Jahren wurden die Schmalspurbahnen der ÖBB ausschließlich mit Lokomotiven und Reisezugwagen älterer Bauart bedient, der Trend ging zur Stilllegung von Nebenbahnen. Die Steyrtalbahn und die Bregenzerwaldbahn wurden in diesen Jahren eingestellt. Auf den verbleibenden Strecken fiel die Entscheidung aber für einen konkurrenzfähigen Personenverkehr mit zeitgemäßen Fahrzeugen. Da die Triebwagen auf der Murtalbahn zu einem vollen Erfolg wurden, mieteten die ÖBB schließlich den VT 34 und führten im Juli 1983 Probefahrten auf den Waldviertler Schmalspurbahnen durch. Im Oktober desselben Jahres folgten Probefahrten auf der Pinzgaubahn bzw. Krimmler Bahn (heute Pinzgauer Lokalbahn). Dabei zeigte sich, dass diese Fahrzeuge auch für die ÖBB-Schmalspurbahnen geeignet waren. Basierend auf den gewonnenen Erkenntnissen beschlossen die Bundesbahnen zunächst, fünf dieser Triebwagen zu beschaffen. Sie erhielten die Baureihenbezeichnung 5090 und unterschieden sich technisch nicht wesentlich von ihrem Vorbild, lediglich die Drehfalttüren wurden durch besser dichtende Schwenktüren ersetzt. Diese überschreiten allerdings im Gegensatz zu den Drehfalttüren in offenem Zustand die Fahrzeugbegrenzungslinie. Dadurch könnte der Raum zum Gehen entlang des Fahrzeugs bei einem eventuell notwendigen Verlassen desselben im Tunnel etwas eingeschränkt werden.
Angeliefert wurden die Triebwagen bei der Zugförderungsstelle Gmünd, die ersten drei kamen jedoch nach ihrer Erprobung zur Pinzgaubahn nach Zell am See, während die beiden letzten im Waldviertel verblieben, wo sie fortan auf der Strecke Gmünd – Groß Gerungs zum Einsatz kamen. Anders als die StLB beschafften die ÖBB jedoch keine Steuer- oder Beiwagen, die Triebwagen sollten stets solo eingesetzt werden.
Während das Platzangebot eines Triebwagens im Waldviertel meist ausreichte und nur gelegentlich mit beiden Wagen gemeinsam gefahren wurde, gab es im Pinzgau bald Platzprobleme. Außerdem war es dort noch immer erforderlich, mit Lokomotiven der Reihe 2095 und Personenwagen zu fahren. Um diesen unwirtschaftlichen Betrieb effizienter gestalten zu können, wurden die beiden Triebwagen 5090 006 und 007 nachbestellt, die Ende 1991 zu ersten Probefahrten in St. Pölten eintrafen. Noch im selben Monat wurden sie zur Pinzgaubahn überstellt, wo ab sofort der gesamte Personenverkehr mit den fünf Triebwagen abgedeckt werden konnte. Diese beiden neu gelieferten Triebwagen unterschieden sich von der ersten Serie nur durch die Lackierung (rot/achatgrau statt blutorange/elfenbein), sie wurden aber nach dem Konkurs von Knotz von Bombardier gebaut. Andererseits baute man vorhandene Personenwagen zu Bei- und Zwischenwagen um (Druckluftbremse, Übergangskupplung, Steuerleitung), wodurch die Fahrzeughöchstgeschwindigkeit der Triebwagen nicht mehr gefahren werden kann, da die alten Wagen nur für 60 km/h zugelassen sind. Grundsätzlich war jedoch die Pinzgaubahn die einzige Schmalspurbahn der ÖBB, auf welcher stellenweise eine Höchstgeschwindigkeit von 80 km/h zugelassen war.
Mitte der 1990er Jahre wurde schließlich die Ausmusterung der noch auf der „Krumpe“ (die Zweigstrecke der Mariazellerbahn) und auf der Ybbstalbahn verkehrenden Diesellokomotiven der Reihe 2091 aktuell. Daher beschaffte man eine dritte Serie 5090, welche sich im Innen- und Außendesign erheblich von ihren Vorgängern unterschieden, technisch jedoch weitgehend gleich waren. Anstelle der Klappsitze ordnete man zwei klappbare Längsbänke an, um auch die Beförderung von Fahrrädern zu ermöglichen. Dadurch sind die (weiterhin angeschriebenen) 64 Sitzplätze allerdings nurmehr theoretischer Natur.
Von den zehn Fahrzeugen, welche alle im Laufe des Jahres 1995 geliefert wurden, kam eines wiederum in den Pinzgau, sechs ins Ybbstal und lediglich drei auf die Krumpe, was aber angesichts des mittlerweile dort ziemlich eingeschränkten Verkehrs durchaus ausreichte. Diese drei in St. Pölten stationierten Triebwagen wurden recht bald mit Wappen der Anrainergemeinden versehen.
Nachdem anlässlich von Probefahrten bereits in den 1980er Jahren Triebwagen der Baureihe 5090 auf der Mariazellerbahn sogar bis Mariazell gekommen waren, begann deren planmäßiger Einsatz unter dem Fahrdraht Anfang 1999, zunächst allerdings nur bis Kirchberg an der Pielach. Im Herbst 2001 wurde der Verkehr bis Laubenbachmühle ausgeweitet.
Im Sommer 2001 endete der fahrplanmäßige Verkehr auf den Waldviertler Schmalspurbahnen. Während die Lokomotiven und Wagen für den dort weiterbetriebenen Touristikverkehr in Gmünd verblieben, wurden die beiden Triebwagen 5090 004 und 005 nach St. Pölten gebracht, wo sie die drei vorhandenen Triebwagen unterstützen, und ins Corporate-Redesign-Farbschema umlackiert. Mit diesen wurde ab diesem Zeitpunkt in verstärktem Maße unter der Fahrleitung nach Laubenbachmühle und auch weiter über die Bergstrecke der Mariazellerbahn nach Mariazell gefahren. Diese Triebwagen sollten bis zur Beschaffung neuer Fahrzeuge, gemeinsam mit der Reihe 4090, die bald 100-jährigen Elektrolokomotiven der Reihe 1099 ergänzen und entlasten.

### Verbleib

#### Salzburg AG
Mit der Übernahme der Pinzgaubahn durch das Land Salzburg wurden die Triebwagen 5090 001 bis 006 an die Salzburg AG als deren neuen Betriebsführer übergeben, welche die Fahrzeuge nun als VTs 11–16 bezeichnet. Sie erhielten bis 2010 alle einen Anstrich in den Farben der Salzburg AG (rubinrot und weiß).

#### NÖVOG
Mit der Übernahme der letzten ÖBB-Schmalspurstrecken durch das Bundesland Niederösterreich im Dezember 2010 wechselten auch die Triebwagen 5090 007–017 ihren Besitzer, sie gingen in den Fahrzeugbestand der NÖVOG über. Die Krumpe wurde aufgrund geringer Fahrgastzahlen eingestellt und die 5090er gingen zu der Mariazellerbahn, Waldviertelbahn und der Citybahn Waidhofen. Die Nummern wurden nicht verändert, lediglich die Kontrollziffern wurden entfernt. Der 5090 007 wurde an die Salzburg AG verliehen und als VTs 17 bezeichnet. Die 5090 008, 009, 010, 013 und 017 waren zu diesem Zeitpunkt in Waidhofen/Ybbs beheimatet. Die 5090 009, 010 und 017 wurden im Citybahn-Design (blau/gelb mit touristischen Werbemotiven) beklebt. Die 5090 011, 012, 014 und 016 waren auf der Mariazellerbahn eingesetzt. Die Fahrzeuge werden inzwischen unter der Bezeichnung VT mit ihrer Ordnungsnummer geführt. Im Oktober 2013 wurden die Wagen auf der Mariazellerbahn durch die elektrischen Gelenktriebwagen ET 1–9 („Die Himmelstreppe“) ersetzt.
Aufgrund Fahrzeugmangels nach einem schweren Unfall mit Himmelstreppe-Triebwagen Ende Juni 2018 wurde der VT 9 (ex 5090 009) vom September 2018 bis ca. Juli 2019 zur Mariazellerbahn überstellt. Dort wurde er werktags als R 6860 eingesetzt. Nachdem der ET 5 wieder repariert zurückkam, wurde der VT 9 wieder nach Waidhofen/Ybbs zurückgebracht. Er war der letzte 5090 im Personenverkehr auf der Mariazellerbahn.
Die VT 8 und 13 der NÖVOG sind mittlerweile nach Gmünd NÖ überstellt worden, wo sie im „Waldviertelbahndesign“ (gold/hellgrau, mit grüner „Waldviertelbahn“-Inschrift) ihren Dienst im Touristenverkehr verrichten. Der VT 16 wurde 2015 zu einem Arbeitstriebwagen für die Mariazellerbahn umgebaut.

#### Zillertalbahn
Die Salzburg AG hatte 2012 ihren Triebwagen VTs 11 langfristig an die Zillertalbahn vermietet, wo er als VT 1 fährt. Am 1. August 2018 gab es einen Fahrzeugtausch zwischen der Zillertalbahn und der Pinzgauer Lokalbahn. Der VTs 11 der PLB wurde an die Zillertalbahn verkauft. Die PLB kaufte einen Steuerwagen (VS 4) und eine Gmeinder-Diesellok (D13) von der Zillertalbahn. Die PLB erwarb auch den BD4 42 der Zillertalbahn, der bereits seit 2012 leihweise im Pinzgau fährt. Beide Personenwagen wurden zusammen mit den ersten Triebwagen VT 3 und 4 im Jahr 1984 an die Zillertalbahn geliefert.

#### Döllnitzbahn
Im Jahr 2017 wurde der VT 15 der NÖVOG an die sächsische Döllnitzbahn verkauft.
Nach der Umspurung, Hauptuntersuchung und Modernisierung und einer neuen Lackierung in Weinrot mit beigen Fensterband in den Werkstätten der Zillertalbahn wurde der Triebwagen am 19. September 2018 für Restarbeiten und zur Abnahme durch den Landesbevollmächtigten für Bahnaufsicht in Sachsen von Jenbach zur Sächsisch-Oberlausitzer Eisenbahngesellschaft (SOEG) nach Zittau überführt. Am 3. und 4. November 2018 wurde er dort im Umlauf des Dieselzuges zwischen Zittau und Kurort Oybin der Öffentlichkeit vorgestellt. Er trägt nun die Bezeichnung VT 137 515. Seit Dezember 2018 kommt er bei der Döllnitzbahn (seit März 2019 teils zusammen mit dem ehemaligen Mariazeller Reisezugwagen 3100 II, in Sachsen VB 187 801) im Schülerverkehr zwischen Mügeln und Oschatz zum Einsatz.